# جو كوبر (كرة سلة)
جو كوبر (بالإنجليزية: Joe Cooper)‏ مواليد 1 سبتمبر 1957 في هيوستن، هو لاعب كرة سلة أمريكي معتزل. بدأ مسيرته الاحترافية في سنة 1981. تم اختياره من قبل فريق بروكلين نتس خلال الدرافت. يبلغ طوله 6 قدم 10 بوصة (2.1 م). اعتزل اللعب في 1991.

## المسيرة الاحترافية
لعب مع بروكلين نتس في سنة 1981، ثم لعب مع لوس أنجلوس ليكرز في سنة 1982، ثم لعب مع واشنطن ويزاردز في سنة 1982، ثم لعب مع لوس أنجلوس كليبرز في سنة 1983، ثم لعب مع سياتل سوبرسونيكس في سنة 1985، ثم لعب مع نادي أوكسيميسا الرياضي من سنة 1986 إلى 1988.

## روابط خارجية
- جو كوبر على موقع إن بي أي (الإنجليزية)
- جو كوبر على موقع سبورتس رفرنس (الإنجليزية)
- جو كوبر على موقع الدوري الإسباني لكرة السلة (الإسبانية)
- جو كوبر على موقع كرة السلة الأوروبية.كوم (الإنجليزية)
- جو كوبر على موقع كلية كرة السلة في سبورتس رفرنس.كوم (الإنجليزية)
- جو كوبر على موقع ريلجم (الإنجليزية)
- جو كوبر على موقع سبورتس رفرنس (الإنجليزية)